# SF Weekly
 (janvier 2023).
Si vous disposez d'ouvrages ou d'articles de référence ou si vous connaissez des sites web de qualité traitant du thème abordé ici, merci de compléter l'article en donnant les références utiles à sa vérifiabilité et en les liant à la section « Notes et références ».
SF Weekly est un journal hebdomadaire publié  à San Francisco en Californie. Le journal, distribué chaque mardi tout le long de la région de la baie de San Francisco est édité par la San Francisco Newspaper Company. Fondé localement à la fin des années 1970 par Christopher Hildreth et Edward Bachman sous le nom de San Francisco Music Calendar, the Magazine or Poster Art, il a pour but de répondre à un besoin de concentré sur les artistes locaux afin de leur offrir un espace publicitaire pour leurs performances et leurs articles. Le passage principal était donc un calendrier recensant tous les événements artistiques de la région. Racheté en 1995 par Village Voice Media (maintenant New Times Media), SF Weekly remporte plusieurs récompenses notables en journalisme. Le journal sponsorise les SF Weekly Music Awards, aussi connus sous le nom de Wammies.*
En septembre 2012, les directeurs de Village Voice Media, Scott Tobias, Christine Brennan et Jeff Mars rachète tous les journaux de leur entreprise et s'associe avec les propriétés web de leur fondateur et forme le Voice Media Group. Quatre mois plus tard, SF Weekly est vendu à la San Francisco Media Company, propriétaire de The San Francisco Examiner et de son rival de longue date San Francisco Bay Guardian, donnant aux éditeurs le contrôle de trois des quatre journaux principaux en anglais à San Francisco. En 2014, San Francisco Media Co. devient la propriété exclusive de Black Press. 